# 卜子家族翰林世系
卜子世系：自卜子始，至1958年家族經歷73代。卜子至第60代世系，原載《聖門十六子書》，皆取於鉅野《卜氏族譜》。然而據豐縣《卜氏大宗譜》等載，「卜翰林」家族並非卜氏大宗，鉅野《卜氏族譜》中內容有疑，所以為謹慎起見，暫不將此段世系列入。而自64代起的世系，亦見於《鉅野縣志》，可以為證。

## 卜子先祖
卜子以前世系失考

## 卜子
- 卜子，卜商，字子夏，生二子：芹、泮。

## 卜子後裔

### 世系
此段暫略
- 第61代  卜加民，明崇禎8年山東提學准給衣頂主奉祀事。
- 第62代  卜景星，清康熙3年入鉅野縣庠生。
- 第63代  卜年昌，康熙7年山東提學准給衣頂主奉祀事。至康熙18年入鉅野縣學庠生。

### 翰林院五經博士
- 第64代  卜尊賢，字衍德，康熙51年衍聖公准給衣頂主奉祀事。至康熙59年巡撫部院李援例具題，嗣准禮部咨開奉旨，授為世襲翰林院五經博士。生二子：科、美。
- 第65代  卜科，乾隆8年衍聖公咨准禮部考授世職，無嗣，以胞弟美長子玉柱為宗子。
- 第66代  卜玉柱，乾隆17年衍聖公咨准禮部考授世職。
- 第67代  卜國華，乾隆53年承襲翰林院五經博士。
- 第68代  卜心端，自幼失音，未襲。
- 第69代  卜先立，字廣運，號德譜，嘉慶17年承襲翰林院五經博士。
- 第70代  卜昭灼，咸豐年間承襲翰林院五經博士。

### 卜子奉祀官
- 第71代  卜憲章，光緒年間承襲翰林院五經博士，民國3年改為奉祀官。
- 第72代  卜慶德
- 第73代  卜繁林，1958年舉家遷東北，後嗣下落未明。